# Rodrigo Pérez Manríquez
Rodrigo Pérez Manríquez, es un diplomático chileno. Actual embajador de Chile en Malasia y previamente embajador de Chile en Honduras (2011-2014), Cónsul General en Los Ángeles en Estados Unidos, y en Guayaquil, Ecuador; y también ha sido Cónsul en las embajadas de Chile en Paraguay y en Filipinas; y Cónsul Adjunto en el Consulado General en Mendoza, Argentina.

## Biografía
Cuenta con una extensa trayectoria en la Cancillería. Ingreso en 1977 a la Academia Diplomática Andrés Bello, en donde más tarde ejerció como docente de Ceremonial y Protocolo.
Entre los cargos que ha desempeñado a lo largo de su carrera diplomática están el de Subdirector de la Dirección de Asuntos Europeos y del Departamento de Ceremonial de la Dirección General de Protocolo y Ceremonial.
En el exterior, en tanto, Rodrigo Pérez ejerció como Cónsul General en Los Ángeles, Estados Unidos, y en Guayaquil, Ecuador; Cónsul en las embajadas de Chile en Paraguay y en Filipinas; y Cónsul Adjunto en el Consulado General en Mendoza, Argentina. El nuevo Embajador ocupó también los cargos de Primer Secretario de las Embajadas de Chile en Argentina y México y de Ministro Consejero en nuestra Embajada en Ecuador.
Rodrigo Pérez ha sido invitado por los gobiernos de República Dominicana y de Honduras para asesorarlos en temas de protocolo y ceremonia, así como en la organización de eventos tales como transmisiones de mando presidencial y cumbres. Adicionalmente, ha sido condecorado por los gobiernos de Argentina, Ecuador, Italia y Perú.